# Otunje
Otunje (makedonsky: Отуње) je vysídlená vesnice v Severní Makedonii. Nachází se v opštině Tetovo v Položském regionu.

## Historie
Podle osmanských spisů z roku 1628 se vesnice jmenovala Hotujne, nacházela se v provincii Kalkandelen (Tetovo) a žilo zde 16 křesťanských rodin.

## Demografie
Podle statistiky Vasila Kančova z roku 1900 žilo ve vesnici 220 obyvatel, všichni byli Makedonci.
V roce 1929 zde bylo 65 domů a žilo zde 480 obyvatel, kromě Makedonců zde žili i Albánci.
Podle posledního sčítání lidu z roku 2002 ve vesnici nežije již nikdo.
| Rok            | 1900 | 1905 | 1929 | 1948 | 1953 | 1961 | 1971 | 1981 | 1991 | 1994 | 2002 |
| -------------- | ---- | ---- | ---- | ---- | ---- | ---- | ---- | ---- | ---- | ---- | ---- |
| Počet obyvatel | 220  | 240  | 480  | 193  | 177  | 78   | 29   | 10   | —    | —    | —    |

## Významné osobnosti
- Boris Markov (*1923) - makedonský slavista a univerzitní profesor